# Alyxia pullei
Alyxia pullei är en oleanderväxtart som beskrevs av Markgraf. Alyxia pullei ingår i släktet Alyxia och familjen oleanderväxter. Inga underarter finns listade i Catalogue of Life.